# 双合镇
双合镇，是中华人民共和国广东省江门市鹤山市下辖的一个乡镇级行政单位。

## 行政区划
双合镇下辖以下地区：
兴华社区、泗合村、双桥村、合成村和先庆村。